# Zołotariwka (obwód doniecki)
Zołotariwka (ukr. Золотарівка) – wieś na Ukrainie, w obwodzie donieckim, w faktycznie niefunkcjonującym rejonie donieckim, od 2014 pod kontrolą marionetkowej, uzależnionej od Rosji Donieckiej Republiki Ludowej. W 2001 liczyła 1240 mieszkańców, spośród których 230 wskazało jako ojczysty język ukraiński, a 1010 rosyjski.